# 六条院
六条院（ろくじょういん、ろくじょうのいん）は、紫式部作の『源氏物語』に登場する架空の建築物。主人公・光源氏の中年以降の邸宅。転じて准太上天皇となって以降の源氏のことも指す。モデルとして源融の河原院を始め、東三条殿や土御門殿など実在した邸宅が挙げられる。

## 概要

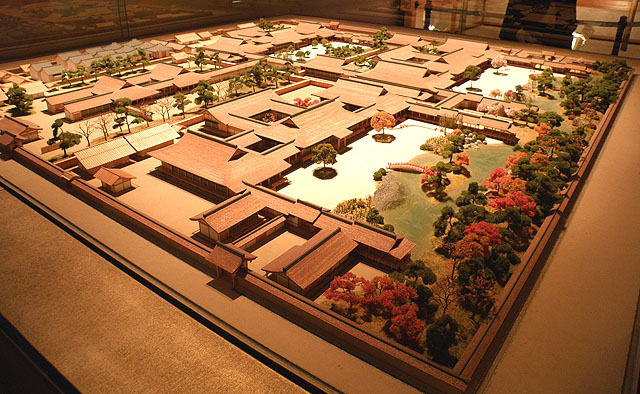
宇治市源氏物語ミュージアムの六条院模型

その名の通り、平安京の六条京極付近に四町を占める広大な寝殿造の邸宅。西南部分に六条御息所の邸宅跡を含む。「少女」帖で落成、光源氏はここに主だった夫人たちと子女を住まわせた。
四町は各々四季を象徴し、辰巳（東南）の町が春、丑寅（東北）の町が夏、未申（西南）の町が秋、戌亥（西北）の町が冬に該当する。それぞれに寝殿や対の屋があり、敷地は町ごとに壁で仕切られているが、互いに廊で繋がり往来が可能である。
春の町は源氏と紫の上、明石の姫君が住んだ。源氏と紫の上は東の対に居住（一時寝殿に住んだという説もあり）。明石の姫君が入内し、女三宮が降嫁した後は、女三宮が寝殿の西側に住み、明石女御が里下がりの際に寝殿の東側を住まいとした。庭園は春の草木が無数に植えられ、高い築山と広大な池を有する。池は隣の秋の町へと続いており、女房たちが舟で往来することもあった（「胡蝶」）。六条院の中心として、男踏歌（「初音」）や六条院行幸（「藤裏葉」）など数多くの華やかな行事・儀式の舞台となっている。源氏と紫の上の没後、女三宮は三条宮に移ったが、孫の女一宮が東の対に住み、同じく二宮も寝殿を休み所とした（匂宮）。
夏の町は花散里と夕霧が住み、後に玉鬘が西の対に加わる。夏向けに泉があり山里風に木々を配し、南側に池、東側に馬場殿と馬屋が設けられている。馬場では端午の節句の競べ馬などが行われた（「蛍」）。源氏没後は花散里が二条東院に移ったため、夕霧と結婚した落葉の宮が移り住んで養女六の君を迎え、六の君と匂宮の婚儀もここで挙げられた（「宿木」）。
秋の町は秋好中宮の里邸で、元あった御息所邸の庭園の築山などをそのまま生かしており、紅葉や秋草が本物の秋の野以上に見事である。春と秋には中宮主催の季の御読経が催された（「胡蝶」）ほか、明石の姫君の裳着もここで行われた（「梅枝」）。
冬の町は明石の御方が住み、寝殿がなく対の屋2つが並ぶやや質素な作り。敷地の北側は倉が並び、松林と菊の垣根を配する。明石の女御（姫君）の最初の懐妊に際して、女御は方違えで春の町からここに移り皇子（のちの今上帝東宮）を出産、また実の祖母尼君と再会した（「若菜・上」）。
六条院の再現については、玉上琢弥案（大林組協力）、太田静六案、池浩三案などがある。また風俗博物館で六条院の春の町の寝殿と東対の4分の1模型（池浩三監修）を、宇治市源氏物語ミュージアムで六条院全体の100分の1模型を公開している。

## 参考書籍
- 朧谷寿編『平安京の邸第』望稜舎、1987年
- 太田静六『寝殿造の研究』吉川弘文館、1987年、
- 池浩三『源氏物語:その住まいの世界』中央公論美術出版、1989年
- 『源氏物語の鑑賞と基礎知識 27 少女』至文堂、2003年